# Fistandantilus
Fistandantilus es un personaje de ficción del mundo de Dragonlance. Era un Archimago malvado.

Fue uno de los más poderosos túnicas negra (magos alineados con el mal) que hubo en la época anterior al Cataclismo.
La prolongación de su existencia dependía de robar la vida a otras personas, en ocasiones los que aspiraban a ser sus aprendices, y así seguir viviendo dentro del cuerpo de sus víctimas. Para ello usaba un artefacto en forma de medallón llamado Bloodstone (Piedra de sangre).
Tras ser destruido su cuerpo por causas mágicas, su alma viaja hasta encontrar a Raistlin Majere cuando este está realizando la prueba en la Torre de Alta Hechicería. Entra dentro de su cuerpo y le presta auxilio en una batalla contra un elfo oscuro a cambio de su esencia vital.
Desde entonces, y en momentos de extremo peligro, acude en su ayuda cuando el más lo necesita aportándole conocimientos que de otro modo jamás hubiera tenido. En un momento dado, Raistlin supone que todas estas ayudas no tienen por única finalidad la supervivencia de Fistandantilus en el cuerpo de Raistlin, sino que incluso le guían para que viaje al pasado y le sirva de cuerpo al Fistandantilus aun vivo.
Posteriormente, Raistlin viaja a la época en que Fistandantilus aun vivía y se hace pasar por su próxima víctima. Fistandantilus no lo reconoce y cae en la trama de Raistlin, este consiguió absorber a Fistandantiuls y convertirse en el verdadero Amo del Pasado y el Presente.
Hasta ese momento, Fistandantilus residía en el palacio del Príncipe de los Sacerdotes de Istar como invitado.
Históricamente, se supone que la última batalla que libra es en una guerra entre dos bandos de enanos, después del Cataclismo, en el bando de los Enanos de las Colinas y los humanos que buscan asegurarse la supervivencia. Pero para entonces Fistandantilus ya es Raistlin (que hace uso de los dos nombres según le conviene) y viceversa.
- Datos: Q6540044